# Nanterre La Folie (métro de Paris)
Nanterre La Folie est une future station du métro de Paris qui sera située le long de la ligne 15 à Nanterre, dans les Hauts-de-Seine. Destinée à être ouverte à l'horizon 2031, elle offrira une correspondance avec la ligne E du RER via la gare de Nanterre-La Folie. Elle devrait voir passer 70 000 voyageurs par jour. À plus long terme elle pourrait en outre servir de terminus aux lignes 18 et 19 du métro de Paris si elles sont construites comme projeté.

## Projets

### Ligne 18
En février 2024, la Société des Grands Projets vote le financement des études du prolongement vers Nanterre de la ligne 18,.

### Ligne 19
Le projet de ligne 19 présenté le 22 novembre 2023 par Valérie Pécresse et Marie-Christine Cavecchi prévoit de faire de Nanterre La Folie le terminus sud de la ligne, créant une station de correspondance entre les lignes 15, 18 et 19.